# ユニバーサル・デスティネーションズ&エクスペリエンシズ
ユニバーサル・デスティネーションズ&エクスペリエンシズ（Universal Destinations and Experiences）（旧称: ユニバーサル・パークス&リゾーツ（Universal Parks & Resorts））は、コムキャストの子会社であるNBCユニバーサルのテーマパーク部門であり、ユニバーサル・スタジオ・テーマパークス（Universal Studios Theme Parks）またはユニバーサル・テーマパークス（Universal Theme Parks）としても知られている。アメリカ合衆国のフロリダ州、オーランドに本社を置く同社は、世界中でユニバーサル・テーマパークやリゾート施設を運営しており、NBCユニバーサルのみならず、サードパーティ企業の有名な古典的および現代的なポップカルチャー・プロパティ（映画、テレビ、文学、漫画、コミック、ビデオゲーム、音楽など）をベースにしたアトラクションやエリアをすべてのパークで展開していることで知られている。

## 概要
1910年代にカリフォルニア州ロサンゼルス近郊のユニバーサル・シティにあるユニバーサル・スタジオ・ロットでツアー用のアトラクションとして始まり、1964年にはユニバーサル・ピクチャーズや時には他の会社が制作した映画やテレビ番組の舞台裏を見たり、世界中で愛されている長編映画やテレビ番組をベースにしたアトラクションに乗ることができる、テーマパーク「ユニバーサル・スタジオ・ハリウッド」に変わった。ユニバーサル・スタジオ・ハリウッドの人気を受けて、ユニバーサルはフロリダや海外にもパークを建設した。
2017年にユニバーサル・スタジオのテーマパークを訪れたゲストは約4,945万8,000人で、世界第3位の遊園地運営会社となっている。シダー・フェア、ディズニー・エクスペリエンス、シックス・フラッグス、シーワールド・パークス＆エンターテインメント、レゴランド、マーリン・エンターテイメンツが主要な競合会社である。2020年8月、ドイツ銀行が発表したレポートによると、新型コロナウイルスの世界的なパンデミックの際、ユニバーサル・オーランドの総入場者数がウォルト・ディズニー・ワールドを両リゾートが再開してから最初の数か月で、上回ったことが明らかになった。

## 現在のテーマパーク

### ユニバーサル・スタジオ・ハリウッド
ユニバーサル・スタジオ・ハリウッドは、1964年7月15日にオープンした最初のユニバーサル・スタジオのテーマパーク。1915年にユニバーサルのオリジナル創設者であるカール・レンメルが、ロサンゼルス近郊のカリフォルニア州にユニバーサル・シティを開設したことで、スタジオ・ツアーとしての起源を持つようになってから長い年月が経った。1993年5月には、テーマパークのゲート外にユニバーサル・シティウォークがオープンし、エンターテイメントをテーマにした65のレストラン、ナイトクラブ、ショップ、エンターテイメントスポットが揃った。ユニバーサル・シティウォークには、IMAXシアターを含む19のスクリーンとスタジアムスタイルの客席を備えた映画館「シネマート・ユニバーサル・シティウォーク・シネマズ」が併設されている。約415エーカー（1.7km2）の敷地には、テーマパークとその周辺に隣接する映画スタジオを含む、ユニバーサル・シティの周辺地域がある。

### ユニバーサル・オーランド・リゾート
ユニバーサル・オーランド・リゾート（旧称：ユニバーサル・スタジオ・エスケープ）は、1990年6月7日、フロリダ州オーランドの「ユニバーサル・スタジオ・フロリダ」を起点に一般公開された。映画産業をテーマにしたエリアやアトラクションを備えている。
1999年5月28日には、冒険やキャラクターをテーマにした島々を集めたテーマパーク「アイランズ・オブ・アドベンチャー」がオープンし、家族で楽しめるリゾートとして発展した。同時に、2つのパークにつながるリゾート内のゲストを受け入れるために、ユニバーサル・シティウォークが追加された。1999年9月にユニバーサル・オーランド・リゾートに「ロウズ・ポルトフィーノ・ベイ・ホテル・アット・ユニバーサル・オーランド」ホテルがオープンし、その後、2000年12月に「ハードロック・ホテル」、2001年2月に「ロウズ・ロイヤル・パシフィック・リゾート」、2014年3月31日に「カバナ・ベイ・ビーチ・リゾート」、2016年7月7日に「ロウズ・サファイア・フォールス・リゾート」、2018年8月16日に「ユニバーサルズ・アベンチュラ・ホテル」がオープンした。
1998年、ユニバーサル・オーランドはウォーターパーク「ウェットン・ワイルド」（シーワールドの創業者ジョージ・ミレイが1977年に設立）を買収し、2016年12月31日に閉園するまで同社のメインのウォーターパークであったが、2017年5月25日にオープンした別のウォーターパーク「ボルケーノ・ベイ」に取って代わられた。新しいウォーターパークは、スライド、2本のレイジーリバー、ラフトライドなど、18のアトラクションで構成されている。また、様々な有名なプロパティをベースにしていない、ユニバーサル初のパークでもある。2019年8月、ユニバーサルは第3のテーマパーク「エピック・ユニバース」を発表した。

### ユニバーサル・スタジオ・ジャパン
約3年の建設期間を経て、2001年3月31日に大阪市此花区にオープンしたユニバーサル・スタジオ・ジャパンは、米国以外でオープンした初のユニバーサル・スタジオのテーマパークであり、アジア地域で運営される初のユニバーサル・テーマパークでもある。「ユニバーサル・オーランド」と「ユニバーサル・ハリウッド」の両方の魅力を取り入れたテーマパークで、複数のユニバーサル公式ホテルや多くのレストラン、ユニバーサル・スタジオ・グッズや大阪のお土産を販売するショップなどが集まるショッピングモール「シティウォーク」を併設している。テーマパークの敷地面積は108エーカーで、ライバルの東京ディズニーリゾートに次いで、日本で2番目に来場者数の多い遊園地である。

### ユニバーサル・スタジオ・シンガポール
ユニバーサル・スタジオ・シンガポールは、2008年4月19日にシンガポールのセントーサ島にあるリゾート・ワールド・セントーサ内に建設を開始した。2010年3月18日にソフトオープンし、2011年5月28日にオープンした。ユニバーサル・スタジオ・シンガポールは、アジアでは2番目、東南アジアでは初のテーマパークとなった。他のユニバーサル・テーマパークと同様に、ユニバーサル・スタジオや他のスタジオ会社が所有する様々なアトラクションを備えている。現在建っている土地は、49ヘクタール（120エーカー）のリゾート・ワールド・セントーサの最東端を占める20ヘクタール（49エーカー）の広さで、「アジアで唯一無二のテーマパーク」を売り物にしている。ただし、パークの近くにはすでにリゾート・ショッピングモールやレストランが隣接しているため、ユニバーサル・シティウォークはない。他のユニバーサルのテーマパークとは異なり、ユニバーサル・スタジオ・シンガポールは、ユニバーサル・デスティネーションズ&エクスペリエンシズのライセンス承認を得てゲンティン・グループが所有している。

### ユニバーサル・北京・リゾート
ユニバーサル・北京・リゾートは、2021年9月20日に北京郊外にオープンした大型総合エンターテイメント施設である。中核施設であるテーマパークの「ユニバーサル・スタジオ・北京」単体でも米国の2つのパークよりも大きく、日本のユニバーサル・スタジオ・ジャパン（0.54 km2）の約2倍もの規模となり世界最大のユニバーサル・スタジオとなる。アジアのユニバーサル・テーマパークでは初の大型リゾートタイプとなり、リゾート全体の拡張地を含む敷地面積はユニバーサル・スタジオ・ジャパンの約10倍もの面積となる。ユニバーサル・オーランド・リゾートと同様の大型ウォーターパーク「ボルケーノ・ベイ」や将来予定されている第2テーマパーク建設用の広大な敷地も隣に用意されており、2025年グランドオープン予定。ユニバーサル・北京・リゾートは、ユニバーサル・デスティネーションズ&エクスペリエンシズと中国国有企業のBSH Investmentのジョイントベンチャーである。

## スティーヴン・スピルバーグ監督とユニバーサル・デスティネーションズ&エクスペリエンシズの関係
スティーヴン・スピルバーグ監督は、1960年代後半にユニバーサルのインターンスタッフとして働いていた時のユニバーサル・スタジオとの関係や、『ジョーズ』、『E.T.』、『バック・トゥ・ザ・フューチャー』、『リトルフット』、『ジュラシック・パーク』、『シンドラーのリスト』など、同スタジオで監督や製作を担当したことから、ユニバーサル・デスティネーションズ&エクスペリエンシズと長年にわたって協力関係にありる。1987年3月、当時ユニバーサル・スタジオを所有していたミュージック・コーポレーション・オブ・アメリカ（MCA）が、ウォルト・ディズニー・ワールドに対抗するためにオーランドに初の本格的なテーマパークを建設する計画を立てた際、スピルバーグはユニバーサル・テーマパークのクリエイティブ・コンサルタントとして契約した。
1987年以降、スピルバーグは、「E.T. アドベンチャー」、「ジョーズ」、「ジュラシック・パーク・ザ・ライド」、「アメイジング・アドベンチャー・オブ・スパイダーマン」など、12のアトラクションのコンサルティングを行っている。その対価として、フロリダ、日本、シンガポールにあるユニバーサルのテーマパークで発生するパークチケット収入の2％とパークコンセッション収入の一部を永続的に受け取り、年間最大3,000万ドルから5,000万ドルの価値があるとされている。ユニバーサルの現在の親会社であるコムキャストは、この支払いがすでに5億3,500万ドルにもなる可能性があることを認めている。一部のアナリストは、この一回限りの支払いが最終的に10億ドルになる可能性があると予測している。この契約により、スピルバーグが監督を務めた作品は、ユニバーサル以外のライバルテーマパークでは上映されないことになっている。ただし、「インディ・ジョーンズ」は例外で、スピルバーグが監督を務めたが、ストーリーは長年の友人であるジョージ・ルーカスが完全に創作・脚本・保持しており、ルーカスは、「スター・ツアーズ」、「キャプテンEO」、「インディ・ジョーンズ・アドベンチャー」、「エクストラ・ローレストライアル・エイリアン・エンカウンター」などのアトラクションのクリエイティブ・コンサルタントとして、定期的にディズニー・エクスペリエンスと仕事をしている。

## 全ユニバーサル・テーマパークの方向転換
ユニバーサル・テーマパークの本来のコンセプトは「映画のセットをゲストが身近に観るテーマパーク」というものであったが、日本の場合は2001年にユニバーサル・スタジオ・ジャパンが開業。しかし東京ディズニーリゾートの東京ディズニーランドのようにオープン当初は大成功を納めることができなかった。
理由はハリウッド映画のテーマパークというのが、日本人に根付かなかったということもあり、東京ディズニーランド又は東京ディズニーシーの単体テーマパークにも及ばないため、映画スタジオのテーマパークからファミリー層向けのテーマパークへと方向転換し、経営破綻 から2010年代にV字回復を納めている。
また、海外ユニバーサル・パークも映画スタジオのテーマパークから「ミニオン」や「シュレック」「ハリー・ポッター」などのファミリー層、ファンタジー向けのディズニーランドのようなテーマパークへと方向転換している。

## 建設中のテーマパーク
- ユニバーサル・キッズ・リゾート  - テキサス州フリスコに建設予定のファミリー向けテーマパーク[7][8]
- ユニバーサル・ホラー・アンリーシュド  - ネバダ州ラスベガスの複合施設「エリア15」に建設予定のホラーをテーマとした施設[9]。2025年8月オープン予定。
- 英国のユニバーサル・リゾート  - イギリス・ベッドフォードに建設予定のユニバーサル・リゾート。2031年建設予定で完成すればヨーロッパで最初のユニバーサル・スタジオとなる[10]。

## 中止になったパーク
- ユニバーサル・スタジオ・ポートアベンチュラ 
  - 1997年に計画が発表され2000年に完成する予定だった。完成すれば世界で4番目のパークとなり、ヨーロッパ初のユニバーサル・スタジオとなる予定だった。しかしプロジェクトの度重なる問題の末、建設途中に計画が廃止された。その後、建設途中だった施設を利用し2005年にユニバーサルとは別のテーマパークがオープンした。
- ユニバーサル・スタジオ・ドバイランド 
  - 2007年4月30日に計画が発表され、2010年に完成予定だった。しかしプロジェクトの度重なる延期の末、2016年10月27日、テーマパークの計画が正式に廃止された。
- ユニバーサル・スタジオ・コリア 
  - プロジェクト凍結。
- MCAムービーワールド堺
  - ユニバーサル・スタジオ・ジャパンの前身計画。
- 沖縄県への進出計画
  - 2020年度を目途に国営海洋博公園に建設される予定であったが、2016年に採算面から計画を白紙にした。それと同時に、国内にあるユニバーサル・スタジオ・ジャパンに注力すると発表[11]。
- ユニバーサル・スタジオ・モスクワ

## 主な他社とのキャラクター契約
ユニバーサル・スタジオやユニバーサル・スタジオ傘下のアンブリン・パートナーズやイルミネーションなどのアトラクションを展開している反面、テーマパークの競合をしている会社の所有作品も過去の契約などにより、ユニバーサル・パークに一部登場させることができる。

### ウォルト・ディズニー・カンパニー
マーベル・エンターテインメント
2009年にウォルト・ディズニー・カンパニーはスパイダーマンやアイアンマン、アベンジャーズなどのマーベル・エンターテインメントを買収した。それにより、ユニバーサル・スタジオ・ジャパン（以下、USJ）の「アメイジング・アドベンチャー・オブ・スパイダーマン」やユニバーサル・オーランド・リゾート（以下、UOR）の「マーベル・スーパー・ヒーロー・アイランド」はマーベルとユニバーサルとの契約により現在も展開されている。そのため、今後出来るユニバーサル・パークでのマーベル作品展開やUSJの場合はスパイダーマン以外のキャラクターを使用する事を禁じられている。
20世紀スタジオ
2019年にウォルト・ディズニー・カンパニーは20世紀スタジオ（21世紀フォックス）を買収。ユニバーサル・スタジオ・ハリウッド（以下、USH）で展開されている「ザ・シンプソンズ」なども契約により、展開されている。
ザ・マペッツ・スタジオ
ザ・マペッツ・スタジオのカーミットをはじめとするマペットキャラクターは『セサミストリート』にも登場しているが、USJのセサミストリート 4-D ムービーマジックには登場できない。

### 任天堂
ユニバーサル・パークス・アンド・リゾーツは日本の任天堂と連携して、USJ、UOR、USHに「スーパーマリオ」の世界観を題材としたエリア「スーパー・ニンテンドー・ワールド」を展開する事に両社共に同意した。
株式会社ポケモン
株式会社ポケモンと業務提携をし、USJで開催されるパレードにポケモンのキャラクターを登場させいる。

### ワーナー・ブラザース
ワーナー・ブラザース（ワーナー・ブラザース・ディスカバリー）と業務連携をし、USJ、UOR、USHにある大人気エリア「ウィザーディング・ワールド・オブ・ハリー・ポッター」を展開した。また、ビートルジュースが登場するショー「ユニバーサル・モンスター・ライブ・ロックンロール・ショー」の運営や、ビートルジュースのグリーティングも実施されている。

### パラマウント映画
パラマウント映画と業務提携をし、各国のユニバーサルパークにトランスフォーマーを展開している。また、傘下のニコロデオンのキャラクターをUOR内で展開している。

### タカラトミー・ハズブロ
タカラトミー（海外ではハズブロ）と業務提携をし、各国のユニバーサルパークにトランスフォーマーを展開している。

### ソニーピクチャーズ
ソニー・ピクチャーズと業務提携をし、UORとUSHにメン・イン・ブラックのアトラクションを展開している。

### Peanuts Worldwide LLC
Peanuts Worldwide LLCと業務提携をし、ピーナッツのキャラクターをUSJ内に登場させている。

### サンリオ
日本のサンリオとユニバーサル・デスティネーションズ&エクスペリエンシズと連携し、「ハローキティ」といったキャラクターをユニバーサル・パーク内に登場させている。日本のUSJ以外でもアメリカのパークでも登場するようになった。また、日本にあるサンリオピューロランドとの差別化も図っている。

### 小学館
小学館とユニバーサル・デスティネーションズ&エクスペリエンシズは業務連携し、名探偵コナンをテーマにしたレギュラーアトラクションや、期間限定でリアル脱出ゲームのイベントを開催している。